# Oberer Herrenteich
Der Obere Herrenteich ist ein Naturschutzgebiet in der schleswig-holsteinischen Stadt Reinfeld (Holstein) und der Gemeinde Heidekamp im Kreis Stormarn.
Das Naturschutzgebiet liegt zwischen Reinfeld und Heidekamp. Es umfasst den nördlichen Teil des Herrenteichs in Reinfeld, die ihn umgebenden Flächen sowie den nach Norden anschließenden Niederungsbereich der Heilsau mit den angrenzenden Flächen. Aus dem Naturschutzgebiet ausgenommen sind die Siedlungsgebiete entlang der Straßen, welche das Naturschutzgebiet im Wesentlichen begrenzen, sowie eine landwirtschaftliche Nutzfläche an der Gemeindegrenze zu Heidekamp. Im Süden begrenzt der Wanderweg Fischhuser Damm das Naturschutzgebiet. Nach Norden grenzt das Landschaftsschutzgebiet „Wallber und waldreiche Endmoränenlandschaft bei Heidekamp“, im Westen und Süden das Landschaftsschutzgebiet „Reinfeld“ an das Naturschutzgebiet.
Der Herrenteich wurde im 12. Jahrhundert durch Zisterziensermönche des Klosters Reynevelde durch Anstau der Heilsau angelegt und für die Fischzucht genutzt. Seit Beginn der 1980er-Jahre setzte sich der Deutsche Bund für Vogelschutz und später der Naturschutzbund Deutschland für den Erhalt des wertvollen Lebensraums am Oberen Herrenteich ein. Bereits 1982 beantragte der Naturschutzbund Deutschland die Ausweisung des Oberen Herrenteichs als Naturschutzgebiet. 1987 erwarb der NABU ein 4,5 Hektar großes Grundstück mit Erlenbruch, Feuchtwiesen, Knicks sowie trockenem Magerrasen und nahm dies aus der Nutzung. Erst 1999 wurde dann das heutige Naturschutzgebiet ausgewiesen, das seit dem Jahr 2000 vom Landesverband Schleswig-Holstein des Naturschutzbundes Deutschland betreut wird.
Der Herrenteich wird fischereiwirtschaftlich für die Karpfenzucht genutzt. Daneben finden sich im Teich u. a. Hechte, Schleie und Aale. Zum Abfischen wird der Teich jedes Jahr im Oktober abgelassen. Die Uferbereiche des Herrenteichs werden im Bereich des Naturschutzgebietes von ausgedehnten Verlandungszonen mit Röhrichten, Hochstaudenfluren, Großseggenrieden, Weidensümpfen, Erlenbrüchen und Feuchtwiesen geprägt. Daran schließen sich Grünlandbereiche, Waldflächen und vereinzelt trockenes Magergrünland an. Die Grünlandbereiche werden teilweise landwirtschaftlich genutzt.
Die Wasserflächen des Oberen Herrenteichs werden großflächig von See- und Teichrosen eingenommen. In den Verlandungsbereichen wachsen Königsfarn, Sumpfdreizack, Sumpfschwertlilien, Fieberklee und Orchideen wie das Zweiblatt und das Breitblättrige Knabenkraut, auf den Feuchtwiesen wachsen Sumpfdotterblumen. Für die Vogelwelt ist das Naturschutzgebiet ein wichtiger Lebensraum. In den Röhrichtzonen kommen u. a. Teich- und Schilfrohrsänger, Rohrammer, Wasserralle und Tüpfelsumpfhuhn vor. Auch für die Rohrweihe sind die Röhrichtzonen ein wichtiger Lebensraum. Auf den Wasserflächen des Teiches sind im Jahresverlauf u. a. Krick-, Schnatter-, Reiher-, Tafel- und Schellente zu beobachten, seltener auch Löffel-, Pfeif-, Knäk-, Spieß- und Bergente. Seeadler, Fischadler und Eisvogel kommen als Nahrungsgäste vor. Im Winter überwintern hier Sing- und Zwergschwäne sowie – solange die Wasserfläche nicht zugefroren ist – Gänse- und Zwergsäger. Am Ufer des Herrenteiches befindet sich eine Brutkolonie des Graureihers.
Das Naturschutzgebiet ist nicht zugänglich und nur von wenigen Orten aus gut einsehbar, so vom Wanderweg Fischhuser Damm, einem Aussichtspunkt am Poggenkamp im Westen des Schutzgebietes und von der Brücke über die Heilsau in Heidekamp. Der Wanderweg Fischhuser Damm ist Teil des rund vier Kilometer langen Naturerlebnispfades, der um den Unteren Herrenteich verläuft.

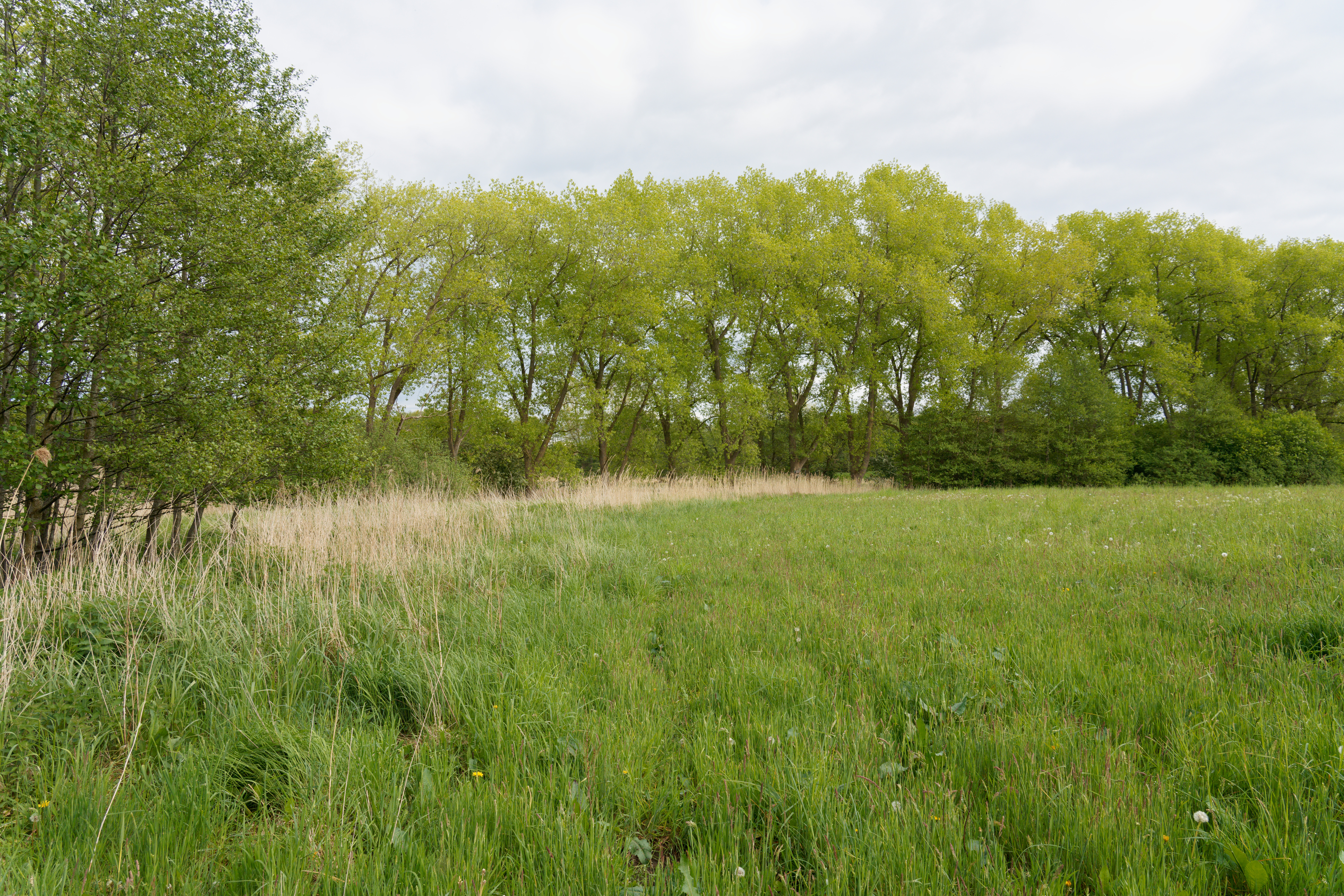
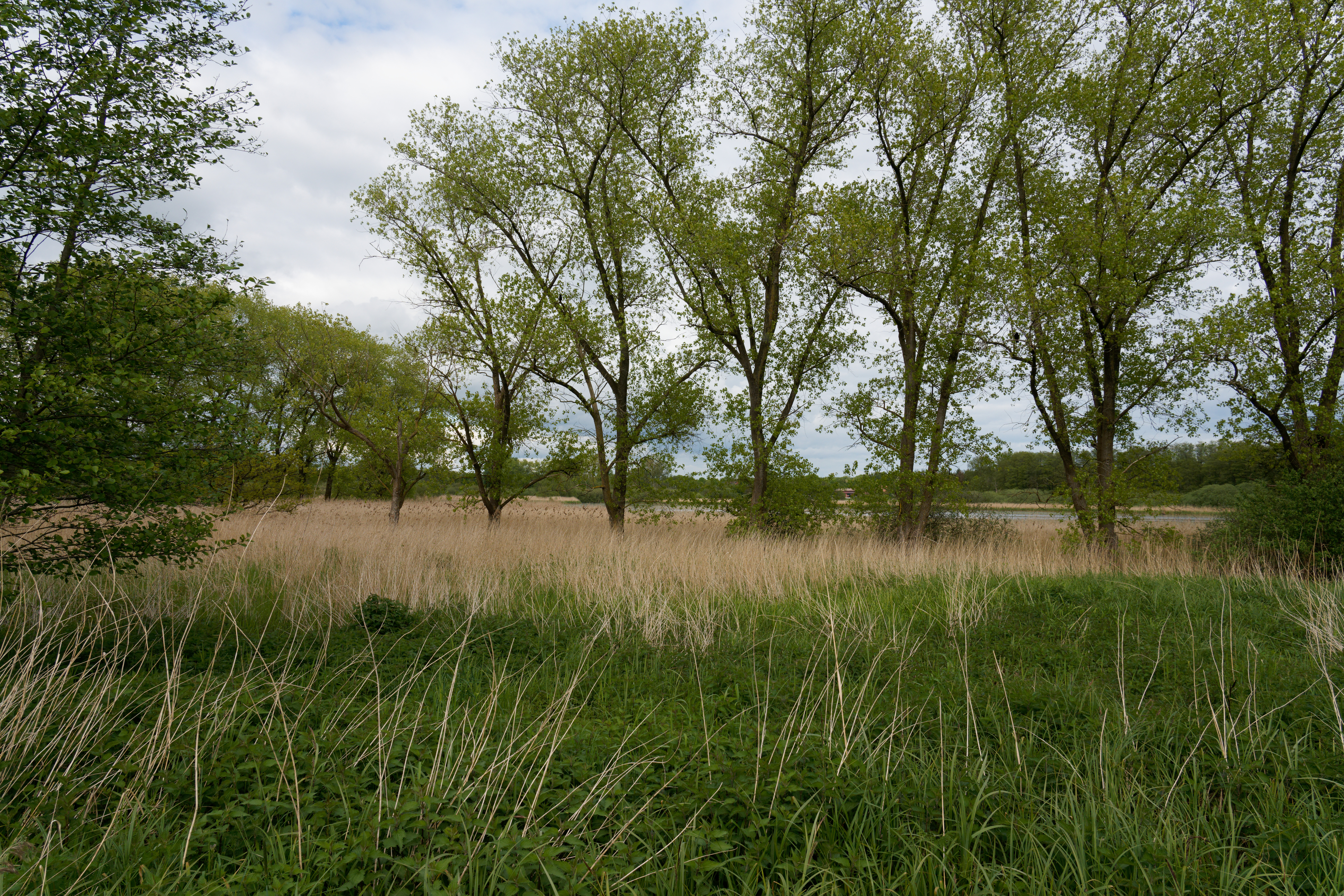
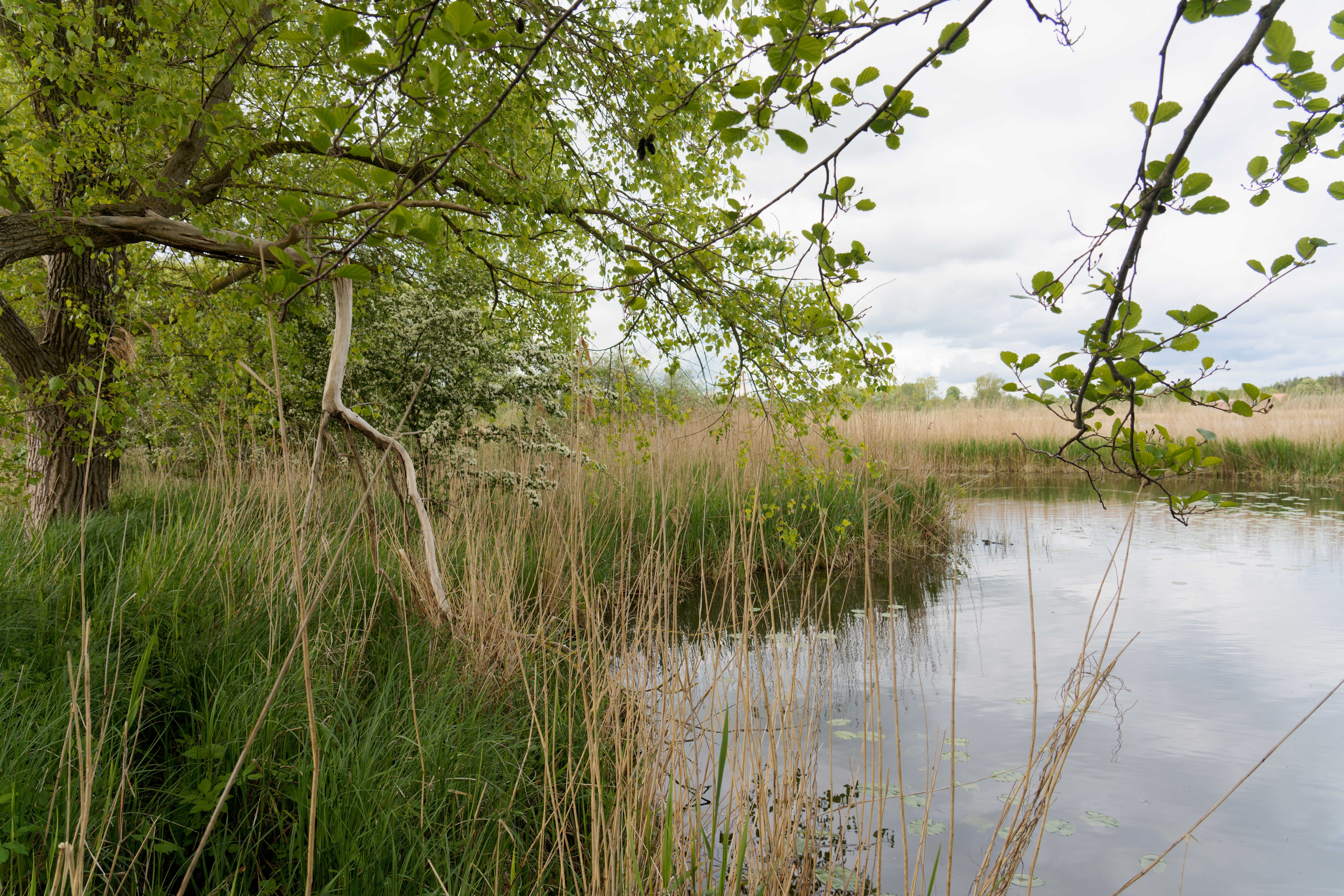
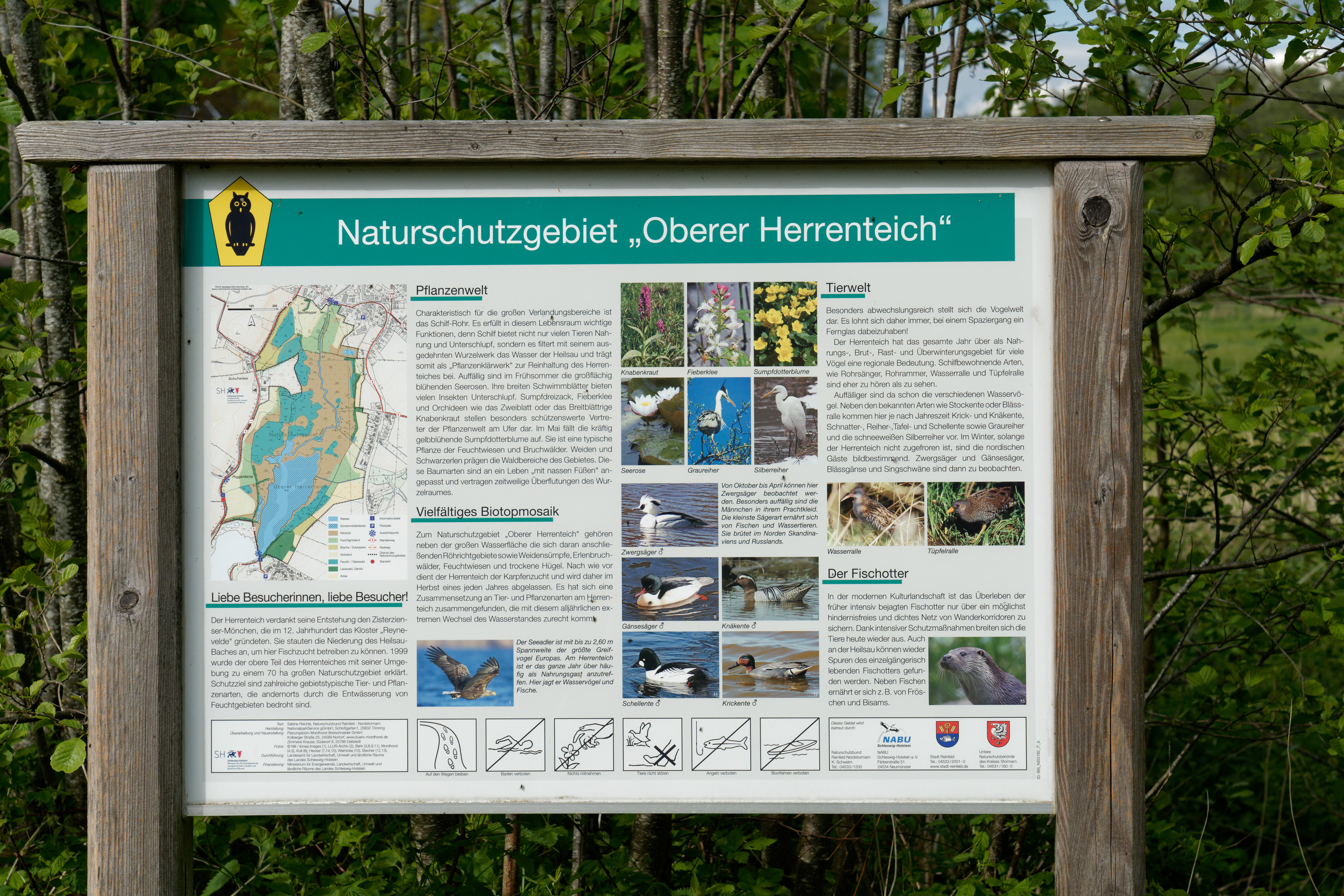
BIS Infotafel